# Mauro De Mauro
Mauro De Mauro (* 6. September 1921 in Foggia; † 16. September 1970 in Palermo) war ein italienischer Journalist, der aufgrund seiner Berichterstattung von Mitgliedern der Mafia ermordet wurde. Die genauen Umstände und Hintergründe zu seiner Verschleppung und Ermordung sind bis heute nicht mit Sicherheit geklärt.

## Leben
De Mauro arbeitete seit seinem Umzug nach Palermo als Reporter für diverse örtliche Zeitungsverlage. Ab 1959 war er für die überregional erscheinende L'Ora tätig. Da er auf diesem Gebiet besondere Fähigkeiten hatte, wurde er im Bereich Investigativer Journalismus eingesetzt.
Viele seiner Reportagen befassten sich mit den Opfern und Mordanschlägen der Mafia. Einer seiner Berichte befasste sich mit dem unter ungeklärten Umständen bei einem Flugzeug-Unglück getöteten Manager der Eni, Enrico Mattei. Der italienische Filmemacher Francesco Rosi bat De Mauro 1970 erneut darum, die letzten Tage Matteis für einen geplanten Film nochmals zu rekonstruieren. Bei seinen erneuten Recherchen gelangte De Mauro an eine Tonbandaufnahme, welche er auswerten wollte. Seinen Arbeitskollegen erzählte er, dass er Material über eine Mafia-Verschwörung besitze, welches Italien erschüttern werde.
Weiterhin befasste er sich zu diesem Zeitpunkt mit seinem früheren Bekannten Junio Valerio Borghese und dessen geplanten Staatsstreich. Am 16. September 1970 verschwand Mauro De Mauro, seine Leiche wurde nie gefunden (siehe Lupara bianca).
Als Motiv für Mauro De Mauros Ermordung werden drei Theorien diskutiert: der Fall Borghese, der Fall Mattei sowie eine mögliche Entdeckung eines Drogenschmuggel-Ringes zwischen Sizilien und den Vereinigten Staaten.
Der Pentito Gaspare Mutolo sagte 1994 aus, dass De Mauro an besagtem Tag von der Cosa Nostra entführt und erdrosselt wurde. Gleiches sagte auch Rosario Naimo, ebenfalls ehemals Mitglied der Mafia, nach seiner Verhaftung und während einer Gerichtsverhandlung im Jahr 2011 aus. Er gab weiterhin den Mafia-Boss Salvatore Riina als Auftraggeber sowie Mauros Berichterstattung, welche der Mafia schade, und deren Interesse an Mauros Quellen als Begründung an. Laut einem Gericht in Palermo konnte Riina die Tat aber nicht zweifelsfrei nachgewiesen werden, wie in einer Verhandlung am 10. Juni 2011 mitgeteilt wurde. Eine andere Begründung für die Ermordung lieferte der Pentito Francesco Di Carlo, der Mauros Ermittlungen und sein Wissen über den geplanten Staatsstreich Junio Valerio Borgheses als Grund angab.
Im Jahr 2021 wurde in einer Felshöhle am Vulkan Ätna ein Leichnam gefunden, der in Verbindung mit De Mauro gebracht wurde.

## Sonstiges
Sein jüngerer Bruder war Tullio De Mauro.